# 주자네 쾨니히
주자네 쾨니히(독일어: Susanne König, 1974년 5월 30일~)는 독일의 은퇴한 펜싱 선수로 주 종목은 플뢰레로 2004년 하계 올림픽에 독일 국가대표로 참가했다. 동생인 리타도 독일 국가대표 펜싱 선수로 활동했으며, 올림픽에서 메달을 획득한 선수이다.